# Mohanad Jeahze
Mohanad Abdulkadhim Qasim Al Jebur Jeahze (Linköping, 10 aprile 1997) è un calciatore svedese naturalizzato iracheno, difensore del Sarpsborg 08.

## Carriera
A livello giovanile, Jeahze è transitato da tre squadre della sua cittadina natale Linköping, rispettivamente: Karle IF, IK Östria Lambohov e AFK Linköping. Ha fatto anche parte del vivaio dell'IFK Norrköping.
La sua prima parentesi a livello senior è rappresentata dal prestito al Sylvia, con cui ha disputato due stagioni nella quarta serie nazionale.
Ha poi iniziato la stagione 2017 nel campionato di Superettan con il prestito al Degerfors, ratificato nel mese di febbraio e valido fino all'estate. Nel luglio dello stesso anno è passato, sempre in prestito, al Syrianska, formazione militante anch'essa in Superettan, in cerca di un terzino sinistro dopo la cessione di Victor Wernersson. Qui si è infortunato al menisco proprio durante la partita dell'esordio con la nuova maglia, partita che risulterà essere anche la sua unica presenza ufficiale in giallorosso. A settembre il prestito è ufficialmente terminato, nel frattempo l'IFK Norrköping aveva già deciso di non rinnovargli il contratto in scadenza a fine 2017.
Jeahze è ripartito a parametro zero dal Brommapojkarna, con cui ha firmato un contratto quadriennale valido fino al termine della stagione 2021. Ha iniziato il campionato giocando titolare nelle prime 6 giornate dell'Allsvenskan 2018, tuttavia nel resto del torneo ha ottenuto solo pochissime sporadiche presenze, con la squadra ha finito per chiudere l'annata con una retrocessione in Superettan. Jeahze ha lasciato il club rossonero a fine stagione.
Nel gennaio del 2019 si è unito con un accordo biennale al Mjällby, squadra che si apprestava a disputare da neopromossa la Superettan 2019. Le sue 27 presenze hanno contribuito al raggiungimento della promozione in Allsvenskan da parte della formazione giallonera. Ha iniziato la stagione 2020 sempre al Mjällby, rimanendovi fino all'ultimo giorno della sessione estiva di calciomercato, quando il Mjällby occupava l'8º posto in classifica.
Il 25 agosto 2020, infatti, Jeahze è stato acquistato dall'Hammarby, a fronte della firma di un contratto di tre anni e mezzo. In biancoverde ha avuto un impatto positivo. Nel corso della stagione 2022 è stato in trattativa con alcune squadre estere tra cui Celtic e Beşiktaş, ma proprio la sua volontà di realizzare il trasferimento al club turco lo avrebbe portato ad avere frizioni con lo staff dell'Hammarby e ad essere sospeso per un allenamento.
In vista della stagione 2023 è stato acquistato dagli statunitensi del D.C. United con un contratto fino al 2025 con un'opzione per un ulteriore anno.
Il 31 agosto 2024 è passato ai norvegesi del Lillestrøm, firmando un contratto valido fino al termine della stagione.

## Statistiche

### Cronologia presenze e reti in nazionale
| Cronologia completa delle presenze e delle reti in nazionale ― Iraq | Cronologia completa delle presenze e delle reti in nazionale ― Iraq | Cronologia completa delle presenze e delle reti in nazionale ― Iraq | Cronologia completa delle presenze e delle reti in nazionale ― Iraq | Cronologia completa delle presenze e delle reti in nazionale ― Iraq | Cronologia completa delle presenze e delle reti in nazionale ― Iraq | Cronologia completa delle presenze e delle reti in nazionale ― Iraq | Cronologia completa delle presenze e delle reti in nazionale ― Iraq |
| Data                                                                | Città                                                               | In casa                                                             | Risultato                                                           | Ospiti                                                              | Competizione                                                        | Reti                                                                | Note                                                                |
| ------------------------------------------------------------------- | ------------------------------------------------------------------- | ------------------------------------------------------------------- | ------------------------------------------------------------------- | ------------------------------------------------------------------- | ------------------------------------------------------------------- | ------------------------------------------------------------------- | ------------------------------------------------------------------- |
| 11-11-2021                                                          | Doha                                                                | Iraq                                                                | 1 – 1                                                               | Siria                                                               | Qual. Mondiali 2022                                                 | -                                                                   |                                                                     |
| 16-11-2021                                                          | Doha                                                                | Iraq                                                                | 0 – 3                                                               | Corea del Sud                                                       | Qual. Mondiali 2022                                                 | -                                                                   | 27’                                                                 |
| 27-1-2022                                                           | Teheran                                                             | Iran                                                                | 1 – 0                                                               | Iraq                                                                | Qual. Mondiali 2022                                                 | -                                                                   | 73’                                                                 |
| 1-2-2022                                                            | Sidone                                                              | Libano                                                              | 1 – 1                                                               | Iraq                                                                | Qual. Mondiali 2022                                                 | -                                                                   | 61’                                                                 |
| Totale                                                              |                                                                     | Presenze                                                            | 4                                                                   |                                                                     | Reti                                                                | 0                                                                   |                                                                     |

## Palmarès

### Club

#### Competizioni nazionali
- Coppa di Svezia: 1

Hammarby: 2020-2021